# 519 г. пр.н.е.

## Събития

### В Азия

#### В Персийската империя
- Цар на Персийската (Ахеменидска) империя e Дарий I (522 – 486 г. пр.н.е.).[1]
- През тази година, след като е стабилизирал трона си и потушил бунтовете в царството, Дарий атакува скитското племе Сака, което обитава земите около Аралско море. За тази цел той и войската му прекосяват река Амударя по построен мост. Вождът Скунха е пленен, а персийският цар назначава нов вожд, който да управлява племето.[2]

### В Европа
- Хипий и Хипарх са тирани в Атина.[3]
- Платея, пpоради натиск от страна на Тива да се присъедини към Беотийския съюз, се обръща с предложение към цар Клеомен да се присъедини към съюза ръководен от Спарта. Спартанският цар, който по това време е повел войска през Коринтския провлак в Беотия (с неясна цел, но според някои съвременни изследователи, за да привлече Мегара към Пелопонеския съюз) и се намира в близост до града препоръчва Платея да потърси закрилата на град Атина, който е разположен по-близо.[4]
- Вследствие на това Платея и Атина сключват съюз, което предизвиква трайно напрежение между Тива и Атина.[4]

## Родени
- Луций Квинкций Цинцинат, пълководец, консул и диктатор на Римската република (умрял ок. 430 г. пр.н.е.)